# アイス・テゼル
アイス・テゼル（Ayşe Tezel、1980年9月19日 - ）は、イギリスの女優。

## 出演作品
- スパルタカスIII ザ・ファイナル（カンターラ/娼婦）